# The Source (2002)
The Source is een Amerikaanse film uit 2002 van The Asylum met Mathew Scollon.

## Verhaal
Vier tieners verkrijgen bijzondere krachten waarmee ze als het ware als goden kunnen besluiten over het leven van iedereen waarmee ze al eens in aanvaring kwamen.

## Rolverdeling
| Acteur               | Personage         |
| -------------------- | ----------------- |
| Mathew Scollon       | Reese Hauser      |
| Melissa Reneé Martin | Ashley Bainbridge |
| Edward DeRuiter      | Zack Bainbridge   |
| Alice Frank          | Phoebe Lewis      |
| Johnny Venocur       | Jerry Hauser      |